# Lucien Capet
Pour les articles homonymes, voir Capet.
Lucien Capet est un violoniste, compositeur, pédagogue, peintre et dessinateur français né à Paris (11e) le 8 janvier 1873 et mort dans le 17e arrondissement de la même ville le 18 décembre 1928.

## Biographie
Louis Lucien Capet étudie au Conservatoire de musique et de déclamation à Paris. Entre 1896 et 1899, il est violon solo de l'orchestre des Concerts Lamoureux ; il enseigne le violon à la Société Sainte-Cécile de Bordeaux (1899-1903) avant de retourner à Paris.
En 1904, il fonde le célèbre Quatuor Capet dont il est le premier violon et qui se fait entendre avec succès en France et à l'étranger. Surtout, il est spécialisé dans l'exécution des derniers quatuors de Beethoven. Il travailla également avec l'archetier Joseph Arthur Vigneron à la mise au point d'un archet particulier qui porte son nom.
À partir de mars 1907, il est chargé de la classe d'ensemble nouvellement créée au Conservatoire de musique et de déclamation à Paris. Il fut également un important professeur de violon et parmi ses plus importants élèves se trouvent Ivan Galamian et Jascha Brodsky qui devinrent de très importants pédagogues américains au XXe siècle ainsi que Gabriel Bouillon et Albert Locatelli..
Il meurt d'une apoplexie le 18 décembre 1928 dans son salon.
En juin 1929, une importante rétrospective est organisée en son honneur aux Galeries Georges Petit sous le patronage de Marie de Grèce et d'Édouard Herriot.

## Œuvres

### Compositions
- Le Rouet, poème symphonique,
- Prélude religieux pour orchestre,

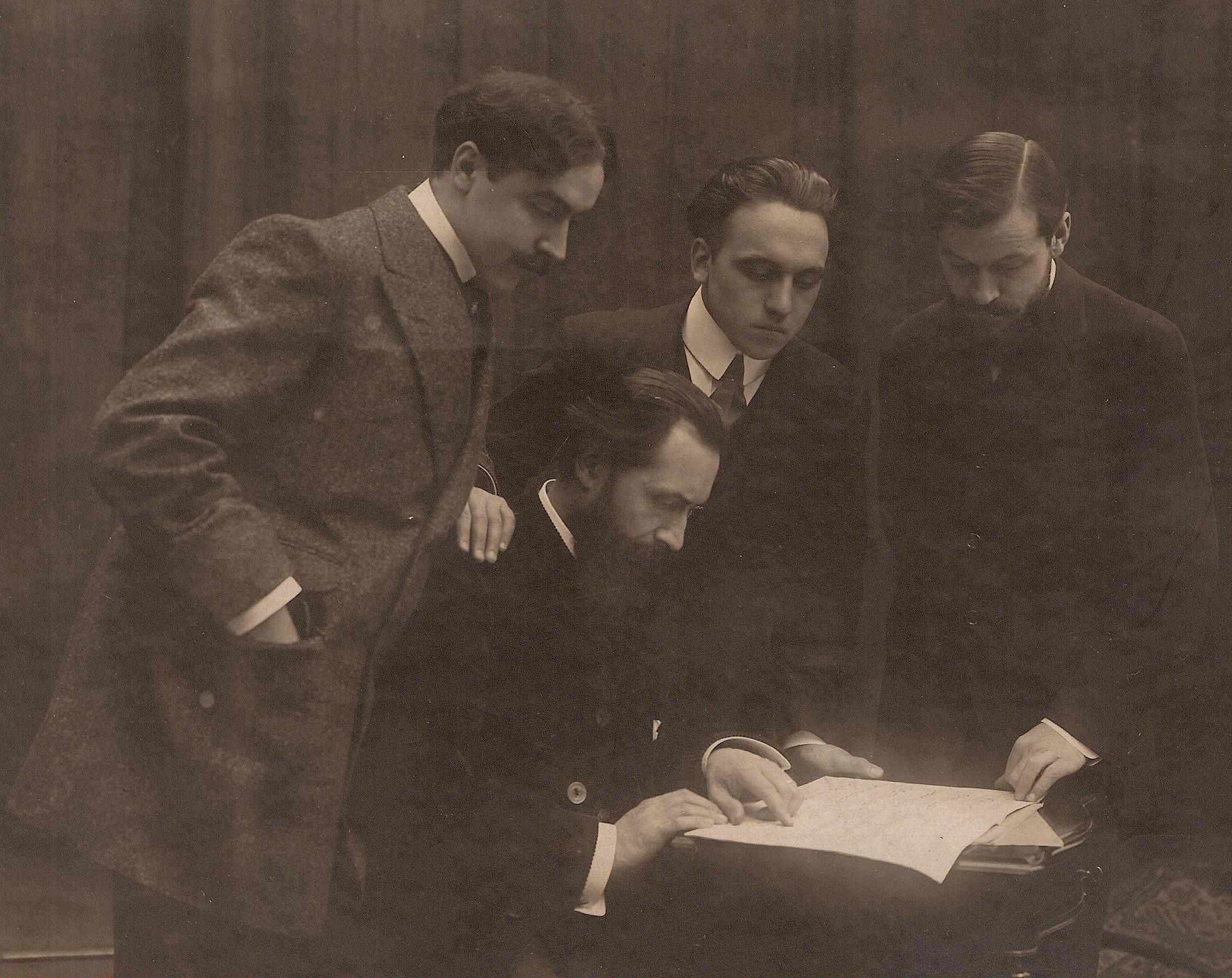
De gauche à droite : Henri Casadesus, Lucien Capet, Marcel Casadesus, Maurice Hewitt en 1905.

- Devant la mer pour voix et orchestre,
- Poème pour violon et orchestre,
- 5 quatuors à cordes,
- 2 sonates pour violon et piano,
- 6 études pour violon.

### Écrits
- La Technique supérieure de l'archet où abondent les exemples et les détails (Paris, 1916),
- Les 17 Quatuors de Beethoven,
- Espérances, ouvrage philosophique.

## Décorations
- Chevalier de la Légion d'honneur (1927)[2]